# سردوشی

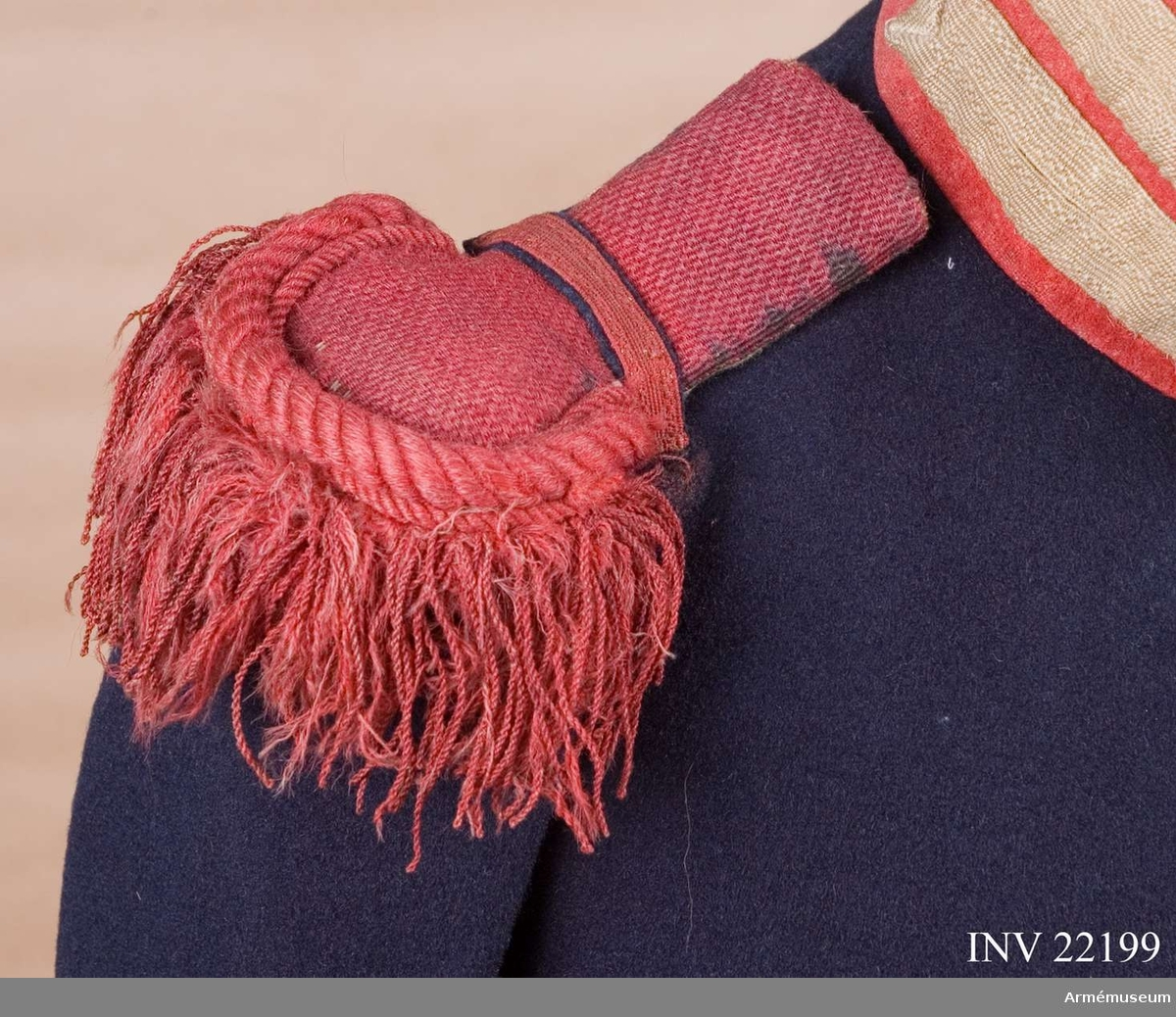
تصویر یک سردوشی

سردوشی به معنی پارچه‌ای باریک است که نظامیان بر دوش جامهٔ نظامی می‌دوزند و درجهٔ نظامی را بر روی آن نصب می‌کنند. این عبارت به معنای خود درجهٔ نظامی نیز به کار می‌رود.

## سردوشی های مورد استفاده در ایران
درجه‌های نیروهای مسلح جمهوری اسلامی ایران